# الشركة الموريتانية للبريد
الشركة الموريتانية للبريد (مترجمة من الفرنسية - "شركة البريد الموريتانية") أو شركة موريبوست، هي الشركة المسؤولة عن الخدمة البريدية في موريتانيا. تأسست الشركة في عام 1999 وهي المشغل البريدي الرسمي للبلاد. أصبحت خدمة البريد الموريتانية عضوًا منتظمًا في الاتحاد البريدي العالمي (1967).

## روابط خارجية
- الموقع الرسمي